# The Chain

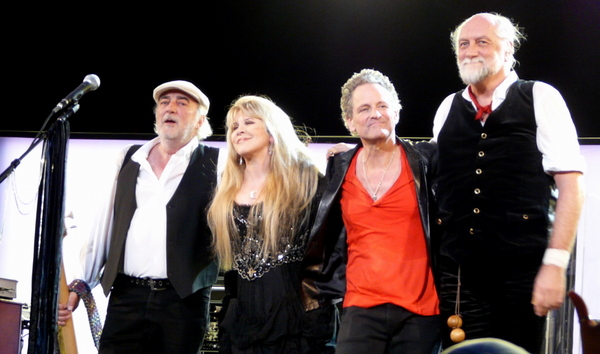
Fleetwood Mac in 2009

The Chain is een nummer van de Brits-Amerikaanse band Fleetwood Mac. Het is afkomstig van hun album Rumours uit 1977. Op 4 februari dat jaar werd het nummer eerst in het Verenigd Koninkrijk en Ierland op single uitgebracht. In april volgden het Europese vasteland, Australië, Nieuw-Zeeland, de VS en Canada. In 1997 werd het nummer op cd-single uitgebracht.

## Achtergrond
"The Chain" is het enige nummer dat geschreven is door de voltallige band. Dat is op zichzelf een eigenaardigheid, want meestal schreven Mick Fleetwood en John McVie niet mee. De tweede bijzonderheid ligt in het feit dat de onderlinge verhoudingen binnen de band gespannen waren door het uiteenvallen van de relaties tussen de McVie's en Nicks/Buckingham.
De basis van het lied wordt gevormd door het middenstuk, waarin de basgitaarsolo van John McVie begint en het outro van de gitaar van Lindsey Buckingham. Er rees echter het probleem dat zowel John McVie als Buckingham geen begin hadden dat zou kunnen uitmonden in de solo en outtro. Nicks kwam toen met een melodie en tekst die Nicks eerder had geschreven voor "Lola (my love)" van haar eerdere album met Buckingham Buckingham Nicks uit hun tijd voor Fleetwood Mac en toen hun relatie nog stevig was. Christine McVie bewerkte vervolgens die melodie en tekst. Daarna zette de band het geheel op opnameband. Tijdens het mixen gooide Buckingham bijna alle muziekstemmen van het begin weg en hield alleen de kale drums van Fleetwood en zijn eigen gitaarstem over. Deze twee stemmen geven het nummer een wat Oosters aandoende klank.
Binnen Fleetwood Mac kringen kreeg het nummer een bijzondere lading mee. Hoe moeilijk de verhoudingen ook binnen de band waren, de band wilde bij elkaar blijven. De liedtekst "never break the chain" sloot daarop aan. Daarnaast was de bassolo van John McVie tijdens de liveconcerten het teken om als band even helemaal los te gaan. De bassolo leidt inmiddels een apart leven; het loopje wordt door vele basgitaristen beoefend.
Het nummer verscheen oorspronkelijk als dubbele A-kant van Go Your Own Way op vinylsingle, maar gaf tevens zijn naam aan een verzamelbox van de band ter viering van hun vijfentwintigjarig bestaan met als titel 25 Years - The Chain. Een deel van zijn populariteit dankte het nummer aan de BBC, die "The Chain" gebruikte als openingsnummer van hun verslaggeving van de Formule 1-races. Dat begon al in 1978 en eindigde in 1997 toen de BBC de uitzendrechten zag overgaan naar ITV Sport. Toen de rechten in 2009 weer terugkwamen bij de BBC herstelde deze omroep zijn traditionele opening en "The Chain" belandde daardoor in de UK Singles Chart; het werd vaak gedownload.
Het nummer is talloze keren gecoverd; de groep Shark Island was daarin het brutaalst; ze lieten de bassolo weg.

## NPO Radio 2 Top 2000
| Nummer met noteringen in de NPO Radio 2 Top 2000 | '13  | '14 | '15 | '16 | '17 | '18 | '19 | '20 | '21 | '22 | '23 | '24 |
| ------------------------------------------------ | ---- | --- | --- | --- | --- | --- | --- | --- | --- | --- | --- | --- |
| The Chain                                        | 1835 | 551 | 465 | 520 | 252 | 157 | 149 | 109 | 77  | 40  | 45  | 35  |

1. ↑  Een vetgedrukt getal geeft de hoogste notering aan.
2. ↑  2013 was het eerste jaar met een notering voor dit nummer.